# Slovenija v kvalifikacijah za nastop na Evropskem prvenstvu v nogometu 2012
Slovenija v kvalifikacijah za nastop na Evropskem prvenstvu v nogometu 2012.
Žreb kvalifikacijskih skupin za EP 2012 na Poljskem in v Ukrajini je bil opravljen v Varšavi 7. februarja 2010. UEFA je reprezentance razdelila v 6 skupin s po 6 predstavniki in v 3 skupine s po 5 predstavniki. Prvič se je pri žrebu upošteval koeficient reprezentanc. Na EP 2012 se bodo uvrstile prvo uvrščene reprezentance in najbolše drugo uvrščena v kvalifikacijah. Preostalih 8 drugo uvrščenih ekip se bo pomerilo v dodatnih kvalifikacijah za EP 2012.
Na kvalifikacijskem žrebu je bila tudi slovenska delegacija v sestavi mag. Ivan Simič, Stane Oražem, Matjaž Kek, Dane Jošt in Boštjan Gasser. Slovenija je bila žrebana iz 4. bobna, kot je bilo pričakovano. Je pa bila za reprezentanco Bosne in Hercegovine, ki je v 3. bobnu zaostala le za 144 točk. Slovenija je trenutno na 30. mestu Uefinega seznama koeficientov, takoj za Bosno in Hercegovino ter pred Latvijo. Na prvih treh mestih so Španija, Nemčija in Nizozemska.

##### Kvalifikacijska skupina C za EP 2012
| Ekipa         | Tek | Z | R | P | DZ | PZ | GR | Toč |
| ------------- | --- | - | - | - | -- | -- | -- | --- |
| Italija       | 5   | 0 | 0 | 0 | 0  | 0  | 0  | 13  |
| Slovenija     | 5   | 0 | 0 | 0 | 0  | 0  | 0  | 7   |
| Srbija        | 5   | 0 | 0 | 0 | 0  | 0  | 0  | 7   |
| Estonija      | 4   | 0 | 0 | 0 | 0  | 0  | 0  | 6   |
| Severna Irska | 4   | 0 | 0 | 0 | 0  | 0  | 0  | 5   |
| Ferski otoki  | 5   | 0 | 0 | 0 | 0  | 0  | 0  | 1   |

Ekipa – ekipa; Tek – št. odigranih tekem; Z – zmaga; R – remi; P – poraz; DZ – dani zadetki; PZ – prejeti zadetki; GR – gol razlika; Toč – št. osvojenih točk.
| Ekipa         | Slovenija | Italija | Srbija | Severna Irska | Estonija | Ferski otoki |
| ------------- | --------- | ------- | ------ | ------------- | -------- | ------------ |
| Slovenija     | X         | 0       | 0      | 0             | 0        | 0            |
| Italija       | 0         | X       | 0      | 0             | 0        | 0            |
| Srbija        | 0         | 0       | X      | 0             | 0        | 0            |
| Severna Irska | 0         | 0       | 0      | X             | 0        | 0            |
| Estonija      | 0         | 0       | 0      | 0             | X        | 0            |
| Ferski otoki  | 0         | 0       | 0      | 0             | 0        | X            |

Tekem Slovenije v kvalifikacijski skupini C za EP 2012:
| 3. september 2010 UTC+2 | Slovenija | 0–1          | Severna Irska | Stadion: Ljudski vrt, Maribor Gledalcev: 12.400 Sodnik: Cristian Balaj (Romunija) |
| 3. september 2010 UTC+2 |           | C. Evans 70' |               | Stadion: Ljudski vrt, Maribor Gledalcev: 12.400 Sodnik: Cristian Balaj (Romunija) |

| 7. september 2010 UTC+2 | Srbija    | 1-1 | Slovenija     | Stadion: Stadion Crvene Zvezde, Beograd Gledalcev: 40.000 Sodnik: Olegário Benquerença (Portugalska) |
| 7. september 2010 UTC+2 | Žigić 86' |     | Novakovič 63' | Stadion: Stadion Crvene Zvezde, Beograd Gledalcev: 40.000 Sodnik: Olegário Benquerença (Portugalska) |

| 8. oktober 2010 UTC+2 | Slovenija                                          | 5-1 | Ferski otoki    | Stadion: Stadion Stožice, Ljubljana Gledalcev: 15.750 Sodnik: Stanislav Todorov (Bolgarija) |
| 8. oktober 2010 UTC+2 | Matavž 25', 36', 66' Novakovič 72' (pen) Dedić 84' |     | Mouritsen 90+3' | Stadion: Stadion Stožice, Ljubljana Gledalcev: 15.750 Sodnik: Stanislav Todorov (Bolgarija) |

| 12. oktober 2010 UTC+3 | Estonija | 0–1                 | Slovenija | Stadion: A. Le Coq Arena, Tallinn Gledalcev: 5.722 Sodnik: Tommy Skjerven (Norveška) |
| 12. oktober 2010 UTC+3 |          | Sidorenkov (ag) 66' |           | Stadion: A. Le Coq Arena, Tallinn Gledalcev: 5.722 Sodnik: Tommy Skjerven (Norveška) |

| 25. marec 2011 UTC+2 | Slovenija | 0-1 | Italija | Stadion: Stadion Stožice, Ljubljana |
| 25. marec 2011 UTC+2 |           |     |         | Stadion: Stadion Stožice, Ljubljana |

| 29. marec 2011 UTC+1 | Severna Irska | 0-0 | Slovenija | Stadion: Windsor Park, Belfast |
| 29. marec 2011 UTC+1 |               |     |           | Stadion: Windsor Park, Belfast |

| 3. junij 2011 UTC+1 | Ferski otoki | 0-2 | Slovenija | Stadion: Tórsvøllur, Tórshavn |
| 3. junij 2011 UTC+1 |              |     |           | Stadion: Tórsvøllur, Tórshavn |

| 2. september 2011 UTC+1 | Slovenija | 1-2 | Estonija | Stadion: Stadion Stožice, Ljubljana |
| 2. september 2011 UTC+1 |           |     |          | Stadion: Stadion Stožice, Ljubljana |

| 6. september 2011 UTC+2 | Italija | 1-0 | Slovenija |  |
| 6. september 2011 UTC+2 |         |     |           |  |

| 11. oktober 2011 UTC+2 | Slovenija | 1–0 | Srbija | Stadion: Ljudski vrt, Maribor |
| 11. oktober 2011 UTC+2 |           |     |        | Stadion: Ljudski vrt, Maribor |